# Никола Младжов
Никола Младжов е български политик от политическия кръг Звено, кмет на Дупница в периода 19 май 1934 – 30 май 1934 г.

## Биография
Никола Младжов е роден в Дупница. В деня на Деветнадесетомайския преврат от 1934 година, извършен в Дупница от майор Бонев, заменя действащия кмет Никола Хаджиташков. Отменя местното самоуправление и разпуска общинския съвет, забранява всички политически и обществени организации. На 30 май 1934 година подава оставка и е заменен от Димитър Масларски.